# Terminal (Iquitos)
Terminal es un barrio y localidad peruana del área metropolitana de Iquitos, ubicado en el distrito de San Juan Bautista, es el principal punto de llegada y partida del transporte privado informal de la ciudad.

## Descripción
Terminal recibe a los llamados colectivos que transcurren por las amplias avenidas sureñas de la ciudad, la José Abelardo Quiñones y La Participación respectivamente, usando al barrio de Terminal como un punto de descanso para luego continuar por la ruta LO-103 con destino a las ciudades dormitorio de Quistococha, Zungarococha, Los Delfines, Varillal, etc.
Como es un punto de encuentro del transporte informal de pasajeros, suele congestionar el kilómetro 2 de la ruta, lugar donde se encuentra Terminal.